# Chulum las Palmas
Chulum las Palmas är en ort i Mexiko.   Den ligger i kommunen Tila och delstaten Chiapas, i den sydöstra delen av landet, 700 km öster om huvudstaden Mexico City. Chulum las Palmas ligger 1 253 meter över havet och antalet invånare är 269.
Terrängen runt Chulum las Palmas är bergig åt nordväst, men åt sydost är den kuperad. Runt Chulum las Palmas är det ganska tätbefolkat, med 111 invånare per kvadratkilometer. Närmaste större samhälle är Simojovel de Allende, 18,8 km söder om Chulum las Palmas. I omgivningarna runt Chulum las Palmas växer i huvudsak städsegrön lövskog.